# Nghĩa Đàn (xã)
Nghĩa Đàn là một xã thuộc tỉnh Nghệ An, Việt Nam. Xã được hình thành trên cơ sở sáp nhập thị trấn Nghĩa Đàn, xã Nghĩa Bình và xã Nghĩa Trung của huyện Nghĩa Đàn trong đợt Sáp nhập tỉnh thành Việt Nam 2025.

## Địa lý
Xã Nghĩa Đàn có vị trí địa lý:
- Phía Đông giáp xã Nghĩa Thọ;
- Phía Nam giáp xã Đông Hiếu và phường Thái Hòa;
- Phía Tây giáp xã Nghĩa Mai và phường Thái Hòa;
- Phía Bắc giáp xã Nghĩa Lâm.

Xã Nghĩa Đàn có diện tích tự nhiên 47,32 km².

## Lịch sử
Năm 2011, thị trấn Nghĩa Đàn được thành lập trên cơ sở 455,7 ha diện tích tự nhiên và 3.007 nhân khẩu của xã Nghĩa Bình, 345,5 ha diện tích tự nhiên và 1.763 nhân khẩu của xã Nghĩa Trung, 51,4 ha diện tích tự nhiên và 267 nhân khẩu của xã Nghĩa Hội.
Ngày 16 tháng 6 năm 2025, xã Nghĩa Đàn được thành lập theo Nghị quyết số 1678/NQ-UBTVQH15 của Ủy ban Thường vụ Quốc hội Việt Nam, ban hành ngày 16 tháng 6 năm 2025. Theo đó, sắp xếp toàn bộ diện tích tự nhiên, quy mô dân số của thị trấn Nghĩa Đàn, xã Nghĩa Bình và xã Nghĩa Trung thuộc huyện Nghĩa Đàn trước đây thành một xã mới có tên gọi là xã Nghĩa Đàn.
Trước đó, theo Đề án sắp xếp đơn vị hành chính cấp xã tỉnh Nghệ An, xã này là xã Nghĩa Đàn 1.
Sau sắp xếp xã có diện tích tự nhiên: 47,32 km², quy mô dân số: 19.670 người.